# 準々決勝
準々決勝（じゅんじゅんけっしょう）は、トーナメント方式などでの一つ前のステージでの8試合を勝ち上がった8名または8チームによる準決勝戦への進出を賭けた戦い。
英語ではクウォーターファイナル (Quarterfinal) と言う。高校野球などにおいては「ベスト8（エイト）」・8強とも。NCAAトーナメントではエリートエイト（Elite Eight）とも呼ばれている。
毎年、阪神甲子園球場にて開催される二大大会・春の甲子園と言われる選抜高等学校野球大会と夏の甲子園と言われる全国高等学校野球選手権大会ではこの段階が一番、面白いと言われている。これはかつて準々決勝4試合を1日で見られる（準決勝以降は試合数が減る）からであるが、2003年夏の甲子園大会からは高校球児の体力の事も考えて、2試合ずつ2日間に分けて行われている（但し雨天順延が3日以上続いた場合は1日4試合となる）。2013年からは準々決勝の4試合を1日で纏めて開催して休養日を挟んで準決勝・決勝戦と流れて行く。
バスケットボールの国内主要大会（ウインターカップなど）では準々決勝からメインコートで行われる（ウインターカップ女子は日程の関係より準決勝から）。